# Slavičín
Slavičín (německy Slawičin (R-U), Slawitschin (Protektorát)) je město v okrese Zlín ve Zlínském kraji, 22 km jihovýchodně od Zlína na potoce Říka. Z jihu je obklopen Bílými Karpaty a ze severu Vizovickými vrchy. Žije zde přibližně 6 200 obyvatel.

## Název
Jméno osady bylo odvozeno od (mužského) osobního jména Slavika nebo Slavicě, což byly domácké podoby některého z jmen obsahujících -slav.

## Historie
První záznamy o Slavičínu, resp. jeho části názvem Mladotice, pocházejí z listiny Jindřich Zdíka z  roku 1141. V roce 1256 daroval olomoucký biskup Bruno ze Schaumburgu svému maršálkovi Helembertu de Turri 210 lánů ve slavičínském újezdě, které bylo třeba znova osídlit po nájezdech Mongolů v roce 1241. V té době zde byl již kostel a fara. Slavičín byl olomouckým biskupským lénem. A byl městečkem s právem tržním, celním, hrdelním.
V 17. a 18. století byl často napadán Turky. V letech 1663, po prohrané bitvě u Starého Hrozenkova, a 1704 byl vypálen. Roku 1831 vypukla ve Slavičíně epidemie cholery a některé oběti byly pohřbeny na cholerovém hřbitově, který leží nad nynější ulicí "Nad Cihelnou".
Škola byla ve Slavičíně založena již v 18. století. První zděnou budovu dostala slavičínská škola v roce 1807. Škola postavená po požáru v roce 1867 však brzy nestačila, a tak nová budova obecné školy z roku 1910 už měla šest tříd, dva kabinety a sborovnu a 8 učitelů slavnostně zahájilo vyučování v nové čtyřtřídní škole vybavené moderním nábytkem. 1923 byla dána do užívání budova nové měšťanské školy - dnes budovy Městské nemocnice Slavičín.
Stadionovo prozatímní obecní zřízení z 20. března 1849 dalo vzniknout obecní samosprávě. Městečko Slavičín mělo svého prvního starostu a první obecní výbor. Starostou byl Jan Vrba (1849-1850)
Dne 1. listopadu 1880 začalo pracovat ve městě jednomužové c.-k. četnické stanoviště. Historicky prvním četníkem zde sloužícím byl závodčí Martin Šalanda z Loukova. První četnické stanoviště a ubytování pro četníka bylo v dnes již zbouraném domku na nynější ulici Luhačovská, tehdy čp. 106, po přečíslování 174.
V roce 1885 za přispění svobodného pána Arnošta Lederera von Tratnern byl založen sbor dobrovolných hasičů. Hasičská zbrojnice byla přístavkem k obecnímu domu čp. 106.
V roce 1896 začal pracovat ve Slavičíně c.-k. poštovní úřad.
Dne 29. srpna 1944 se nad jižní Moravou odehrála letecká bitva, která dostala jméno letecká bitva nad Bílými Karpaty. Část padlých amerických letců byla i ve městě dočasně pohřbena. Dnes je na jejich počest na místním hřbitově památník a o bitvě samotné pojednává expozice v místním muzeu.
Slavičín byl osvobozen 1. května 1945 rumunskou královskou armádou. Při osvobozování Slavičína a blízkého okolí zahynulo 12 rumunských vojáků, z čehož jeden byl pohřben na hřbitově ve Slavičíně, jeden v Hrádku, 7 v Rudimově a 2 v Lipové.
Po druhé světové válce prošel Slavičín rozsáhlým vývojem. Do roku 1946 nesla obec název Slavičín-Mladotice. V roce 1964 získal status města.

## Hospodářství
Z průmyslu je zde tradičně velmi rozšířeno strojírenství a obuvnictví. Tradice koželužského průmyslu ve Slavičíně sahá až k roku 1861, kdy se zde začaly vyrábět a zpracovávat usně. Krátce po První světové válce zahájil zakladatel společnosti Jan Pivečka výrobu obuvi. Původní název firmy byl JAPIS, což byl ve zkratce název Jan Pivečka – Slavičín. Po druhé světové válce obuvnický rodinný podnik JAPIS pana Jana Pivečky přešel pod národní správu n. p. Baťa. V padesátých letech byl začleněn do národního podniku Svit (přejmenované závody Baťa) Zlín. Závod Svit n.p. Slavičín, dosahoval a stále dosahuje trvale vynikajících pracovních výsledků ve výrobě vojenské, pracovní a bezpečnostní kožené obuvi. Pracovalo zde v průměru 1200 pracovníků, vyrábělo se cca 1 mil. párů botů za rok. V 70. letech 20. století byly pod závod Svit Slavičín zařazeny provozy ve Veselí nad Moravou – výroba panské a dámské kožené vycházkové obuvi a dále v té době nejnovější provoz Svitu v Dolním Němčí (dnes firmy Baťa) – pánská kožená vycházková obuv. Celý závod Slavičín vyráběl cca 2,5 milionů párů obuvi za rok.
Od roku 1991 se podnik přejmenoval a vznikl Prabos (PRAcovní BOty Slavičín); podnik pokračoval ve výrobě pracovní, bezpečnostní i vojenské obuvi, obuvi pro hasiče, policii a také se zaměřil na výrobu turistické obuvi. Dodává boty armádě ČR, celní správě, vězeňské službě, bezpečnostním agenturám a dalším uniformovaným složkám nejen v České republice, ale i v Evropě.
Vlárské strojírny byly po roce 1990 rozčleněny na řadu menších firem. Za zmínku stojí např. společnosti REMERX – vyrábějící ráfky pro jízdní kola, firma KRAJČI vyrábějící Cyrilovy brambůrky, MELADO – Královský medovník.

## Pamětihodnosti
Nejstarší stavbou ve Slavičíně je kostel sv. Vojtěcha a sv. Cecílie, pocházející pravděpodobně z přelomu 11. a 12. století, jehož zasvěcení tomuto patronu Uher zřejmě souvisí s polohou města na hranicích moravsko-uherské pomezní Lucké provincie.
Unikátním místem pro odpočinek je Pivečkův lesopark. Ve Slavičíně je rovněž zámek, který byl postaven kolem roku 1750, ale je pravděpodobné, že nějaký hrádek nebo tvrz tu stávala o mnoho let dříve.

## Obecní symboly
Znak města navrhl heraldik Jiří Louda a patří mezi Loudovy první československé obecní znaky. Ve znaku schváleném 8. ledna 1970 odkazuje na osobnost sv. Vojtěcha (patrona farního kostela) zúžené horní modré pole děleného štítu se stříbrnou biskupskou mitrou se zlatým lemováním a červenou podšívkou. Do dolního stříbrného pole Louda vložil červenou vykrajovanou kůži, na níž leží zlaté ozubené kolo (symboly kožedělné a kovozpracující výroby).
Vlajku Slavičína odvozenou od znaku navrhl heraldik Miroslav Pavlů. Udělena městu byla předsedou Poslanecké sněmovny Parlamentu České republiky Milanem Uhde 12. ledna 1996 a její slavnostní svěcení proběhlo v následujícím roce v rámci oslav svatovojtěšského milénia.

## Části města
- Divnice
- Hrádek na Vlárské dráze
- Nevšová
- Slavičín

Od 1. ledna 1980 do 31. prosince 1991 k městu patřily i Lipová a Rudimov; do roku 2000 k obci patřila Rokytnice a od roku 1980 do roku 1992 i Šanov.

## Doprava
Městem prochází Vlárská dráha se zastávkami Slavičín, Divnice a silnice druhé třídy II/493, II/494, /495.

## Čestní občané města
JUDr. Mořic Hruban  (30. listopadu 1862 Brodek u Prostějova – 16. září 1945 Olomouc) byl český politik a právník z Moravy, počátkem 20. století vůdčí představitel moravského katolického politického tábora a předseda Katolické strany národní na Moravě, po vzniku republiky politik Československé strany lidové.
Tomáš Garrigue Masaryk, (7. března 1850 Hodonín – 14. září 1937 Lány), byl československý státník, filozof, sociolog a pedagog, první prezident Československé republiky. 

## Osobnosti
- Emanuel Pötting-Persing (1819–1898), šlechtic, mecenáš, katolický kněz
- Jan Kliment Pivečka (1886–1961), podnikatel, obuvník, starosta města, otec Janův
- Vladimír Frajt (1895–1965), československý legionář, během druhé světové války příslušník československé armády v zahraničí
- Alois Bučánek (1897–1945), sochař a legionář
- Jiří Karel Wolker (29. března 1900, Prostějov – 3. ledna 1924, Prostějov), byl český básník, skaut, představitel tzv. proletářské poezie. Blízký přítel rodiny Wichterlových.
- František Frajt (1905–1991), protinacistický odbojář, politický vězeň
- Alois Frajt (1909–1978), katolický kněz, vězeň nacismu
- Jaroslav Šála (1914–1943), válečný pilot[11][12]
- Josef Stehlík (1915–1991), válečný pilot
- Josef Šebestík (1916–1944), válečný pilot[13]
- František Tomáš Koseček, OFM (1917–1956), Františkán, kvardián kláštera v Chebu, oběť komunismu[14]
- Jan Pivečka (1919–2004), podnikatel, obuvník
- Anna Honová (1926–2019), disidentka a politická vězeňkyně
- František Bršlica (1930–2007), katolický kněz, rentgenolog, vězeň komunismu
- Jaroslav Jeřábek (1936–2022), akademický malíř[15]
- Helena Červenková–Gadasová (* 1937), cimbalistka, členka Brněnského rozhlasového orchestru lidových nástrojů (BROLN)[16][17]
- Zbyněk Fojtů (* 1963), akademický sochař
- Lenka Šmerdová (* 1964), brigádní generálka
- Jan Frait (* 1965), ekonom
- Milan Palkovič (* 1965), katolický kněz[18]
- Martina Netíková (* 1973), sochařka[19]
- Milan Mikuláštík (* 1975), výtvarný umělec
- Lenny Trčková (* 1978), moderátorka
- Aleš Urbánek (* 1980), fotbalista - obránce a záložník, fotbalový reprezentant
- Zdeněk Hřib (* 1981), politik

## Fotogalerie

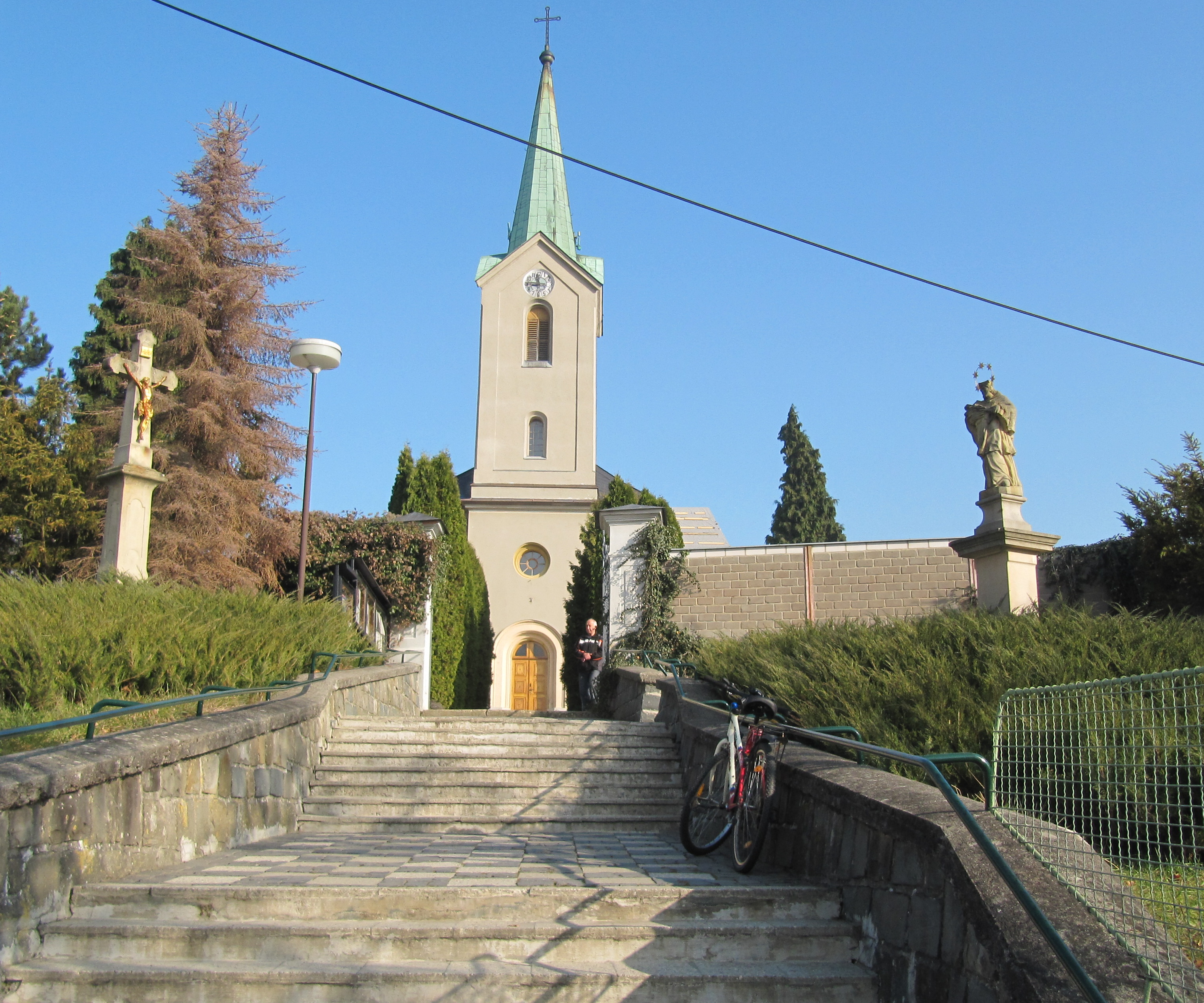
Kostel sv. Vojtěcha
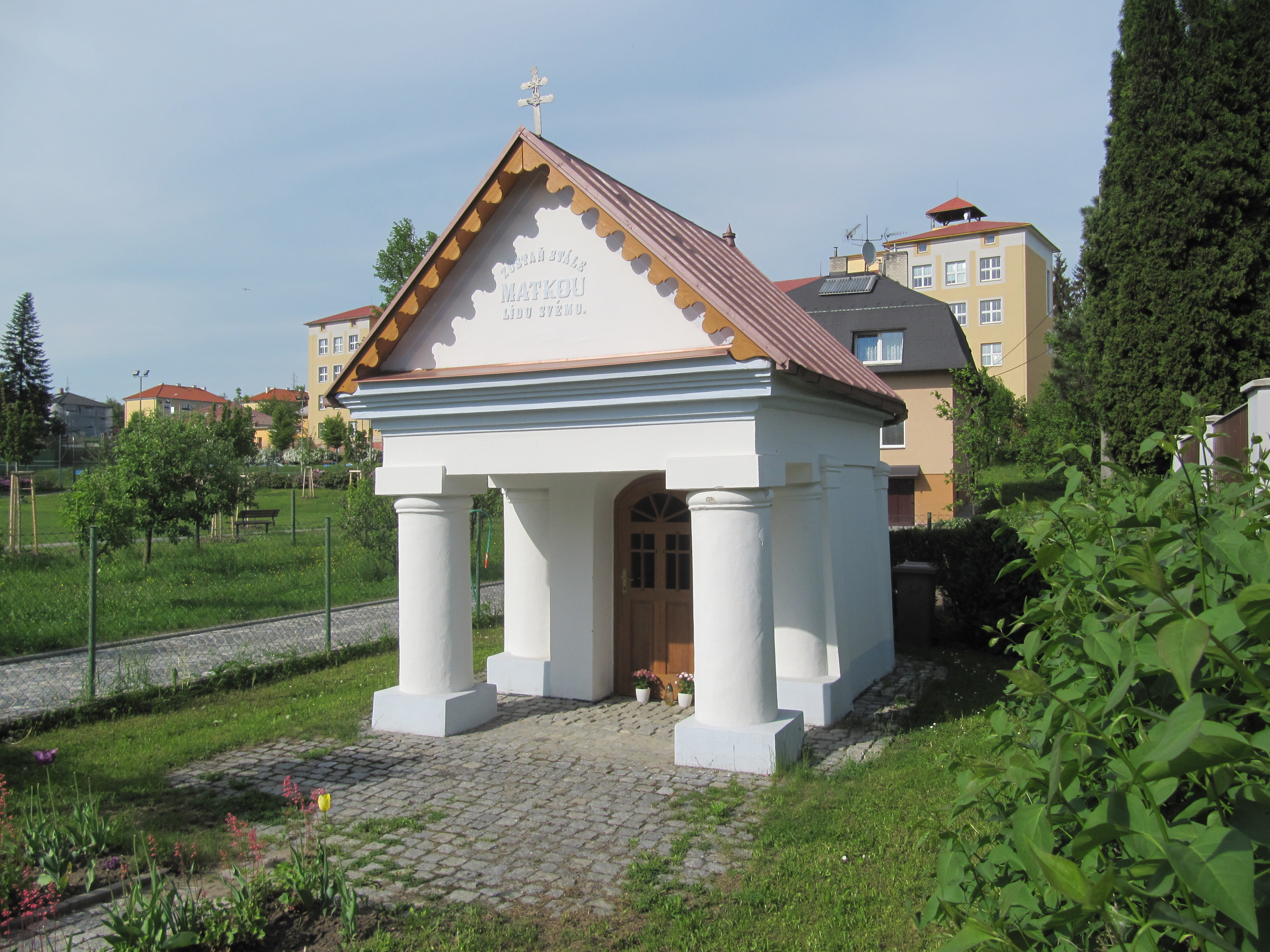
Kaple Panny Marie
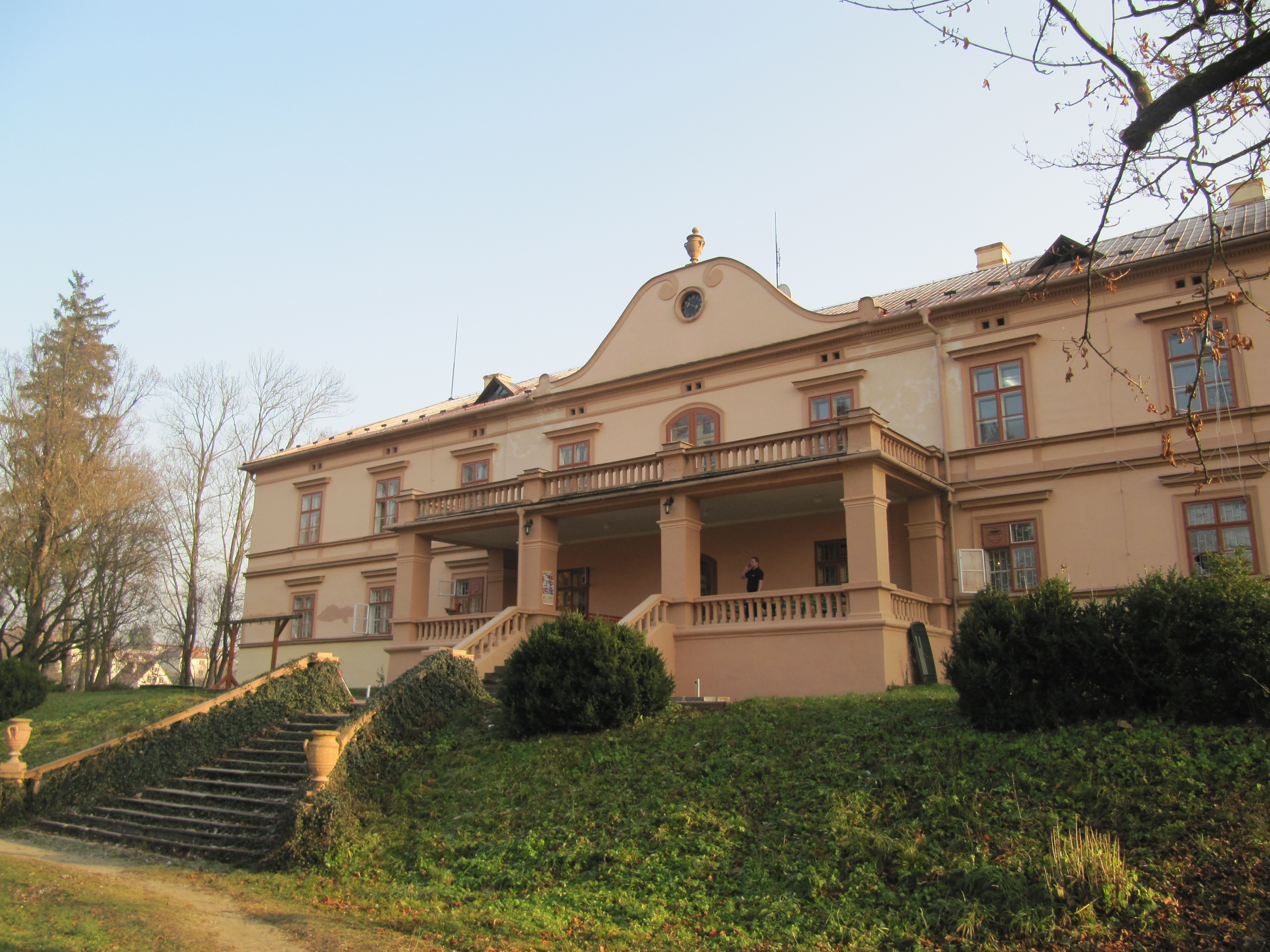
Zámek, pohled z parku
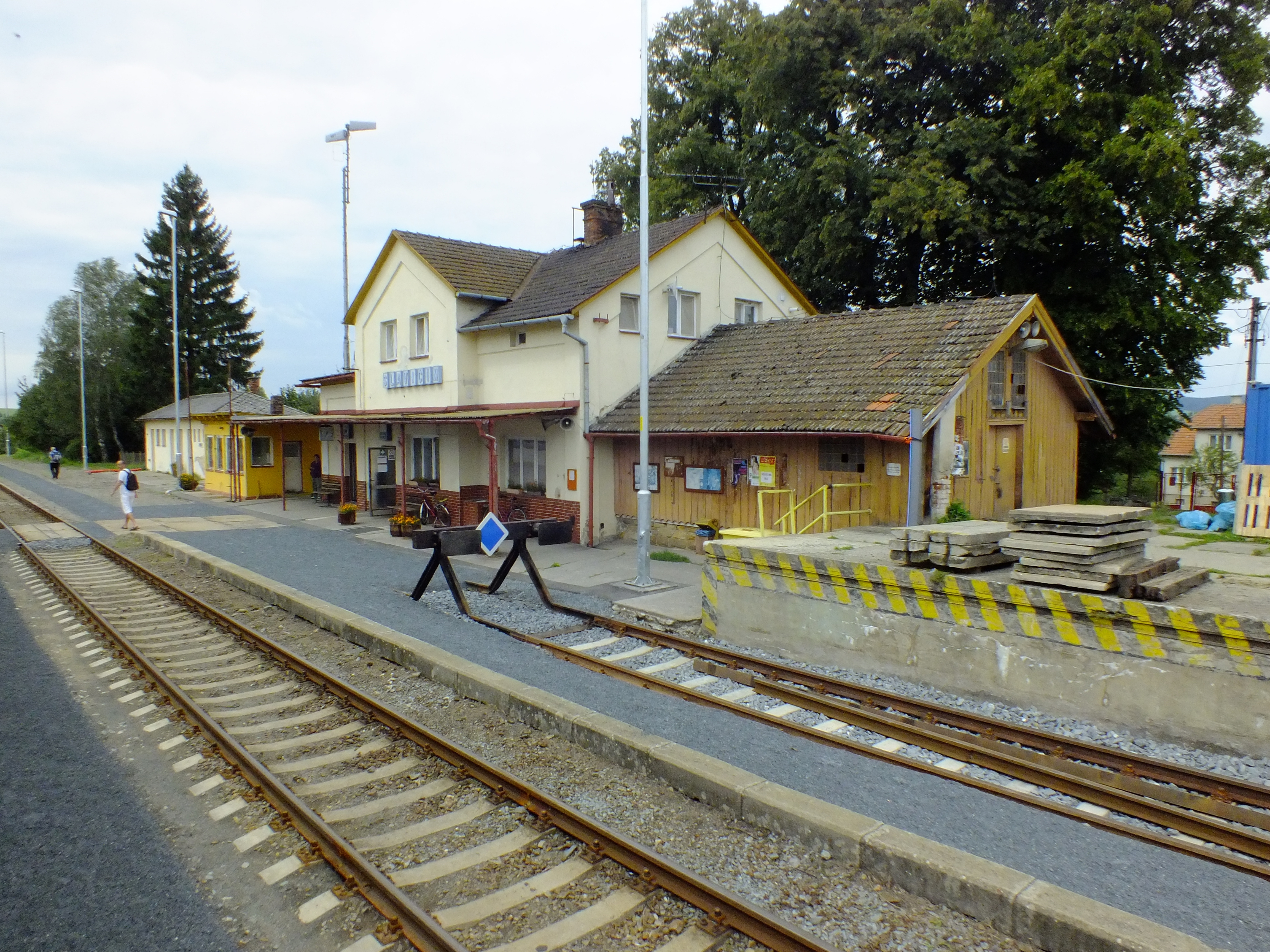
Železniční stanice v části města Hrádek na Vlárské dráze
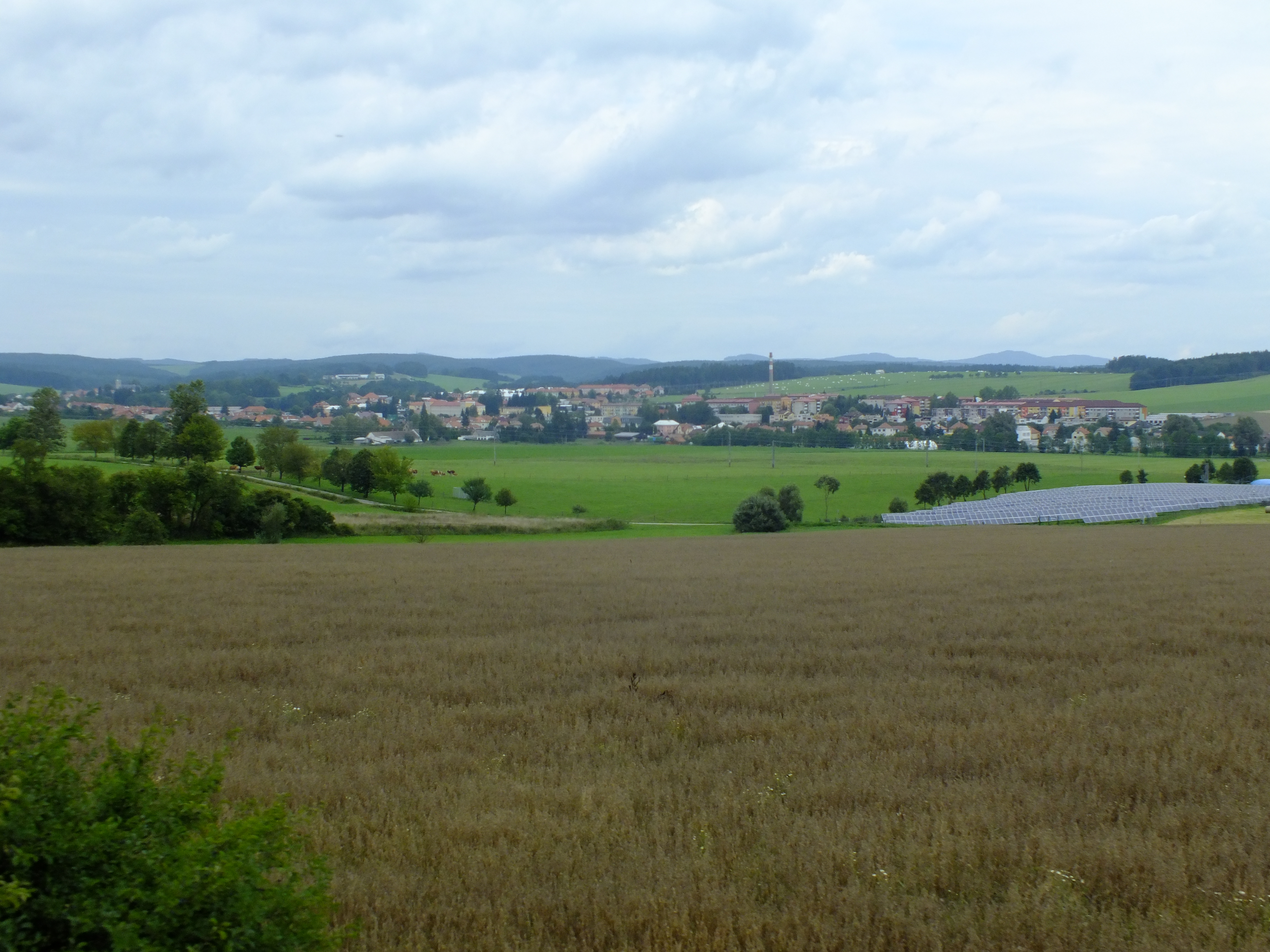
Panorama města

## Partnerská města
- Horná Súča, Slovensko
- Horné Srnie, Slovensko
- Uhrovec, Slovensko